# Paul Pfarr

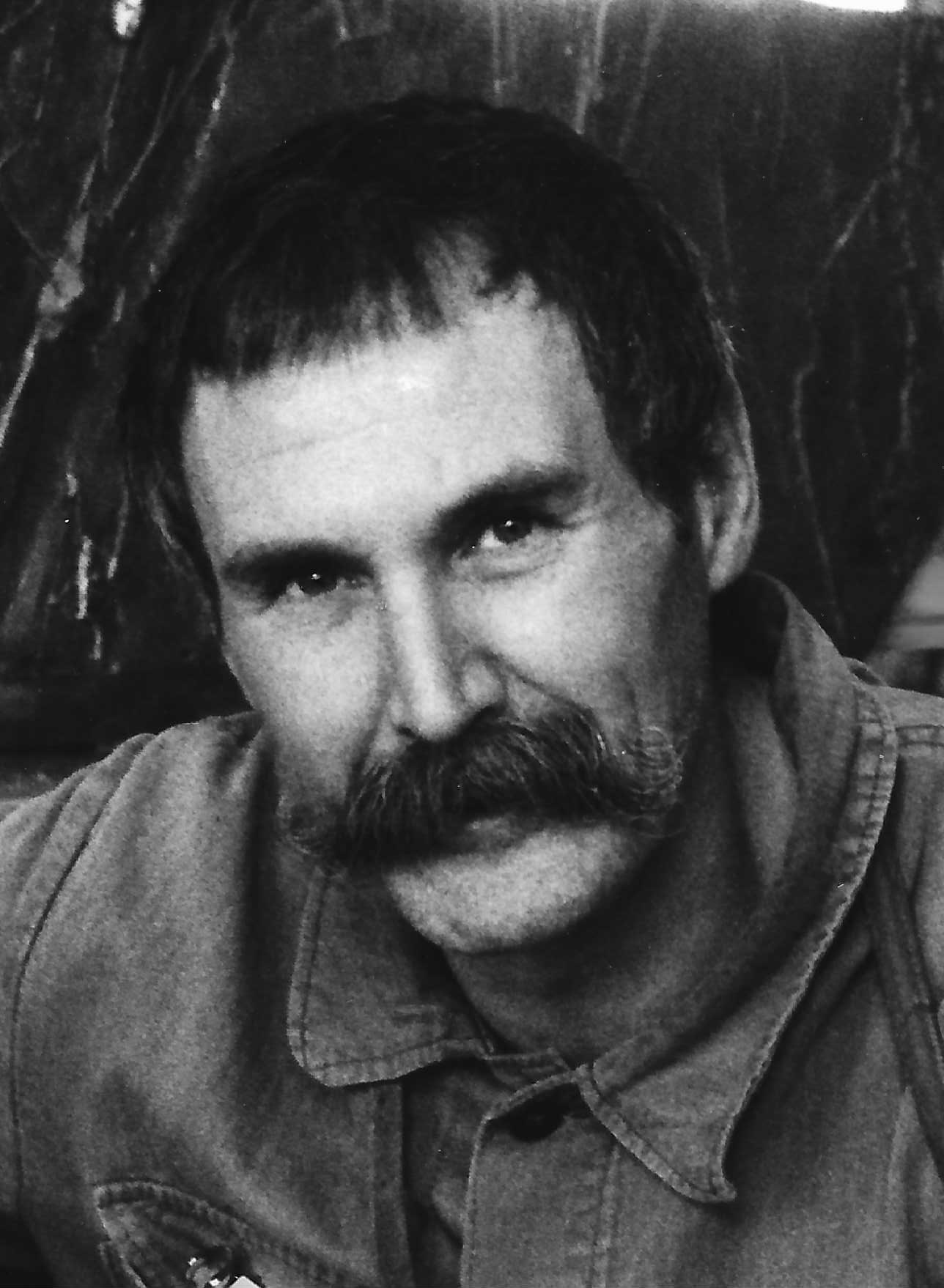
Portrait von Paul Pfarr, 1983

Paul Pfarr (* 15. Mai 1938 in Stuttgart; † 22. Juli 2020 in Berlin) war ein deutscher Bildhauer, Konzeptkünstler, Maler, Zeichner und Fotograf.

## Leben
Paul Pfarr studierte von 1957 bis 1960 bei Hermann Sohn Malerei an der Staatlichen Hochschule für Bildende Künste Stuttgart (später Staatliche Akademie der Bildenden Künste Stuttgart). Von 1961 bis 1967 studierte er an der Hochschule der Künste Berlin (HdK) (später Universität der Künste (UdK)) Bildhauerei, wo Pfarr schließlich Meisterschüler bei Bernhard Heiliger wurde. Parallel eignete er sich von 1965 bis 1968 als Werkstudent in der Kunst- und Bildgießerei Hermann Noack Kenntnisse im Bronzeguss an.
1969 bezog der Künstler ein Atelier in der gesamten obersten Etage eines ehemaligen Fabrikhauses am Nonnendamm in Berlin.
In den Jahren 1975–76 erhielt er ein Stipendium für die Cité Internationale des Arts in Paris.
Von 1981 bis 1983 hatte Pfarr eine Gastprofessur an der Hochschule der Künste Berlin inne. 1983 wurde er durch die Akademie der Künste Berlin mit einem Villa-Serpentara-Stipendium ausgezeichnet, das der Deutschen Akademie Rom Villa Massimo angegliedert ist und von ihr verwaltet wird.
Paul Pfarr war von 1968 bis zu seinem Tod 2020 ordentliches Mitglied des Deutschen Künstlerbundes und nahm bis etwa 2000 regelmäßig an den DKB-Jahresausstellungen teil.

## Privatleben
Er ist der Bruder von Hans Pfarr, einem deutschen Juristen und Kommunalpolitiker. Von 1977 bis zu seinem Tod war er mit Isolde Pfarr-von Dreden verheiratet. Aus erster Ehe hat er einen Sohn und eine Tochter.

## Werk
Das Werk Paul Pfarrs ist von vielfältigen künstlerischen Zugängen geprägt, die von Aquarellen und Zeichnungen, über Skulpturen meist aus Terracotta oder Bronze bis hin zu konzeptuellen, installativen Werken reichen, die in seinem Œuvre die größte Bedeutung haben. Darüber hinaus war er als Fotograf tätig.

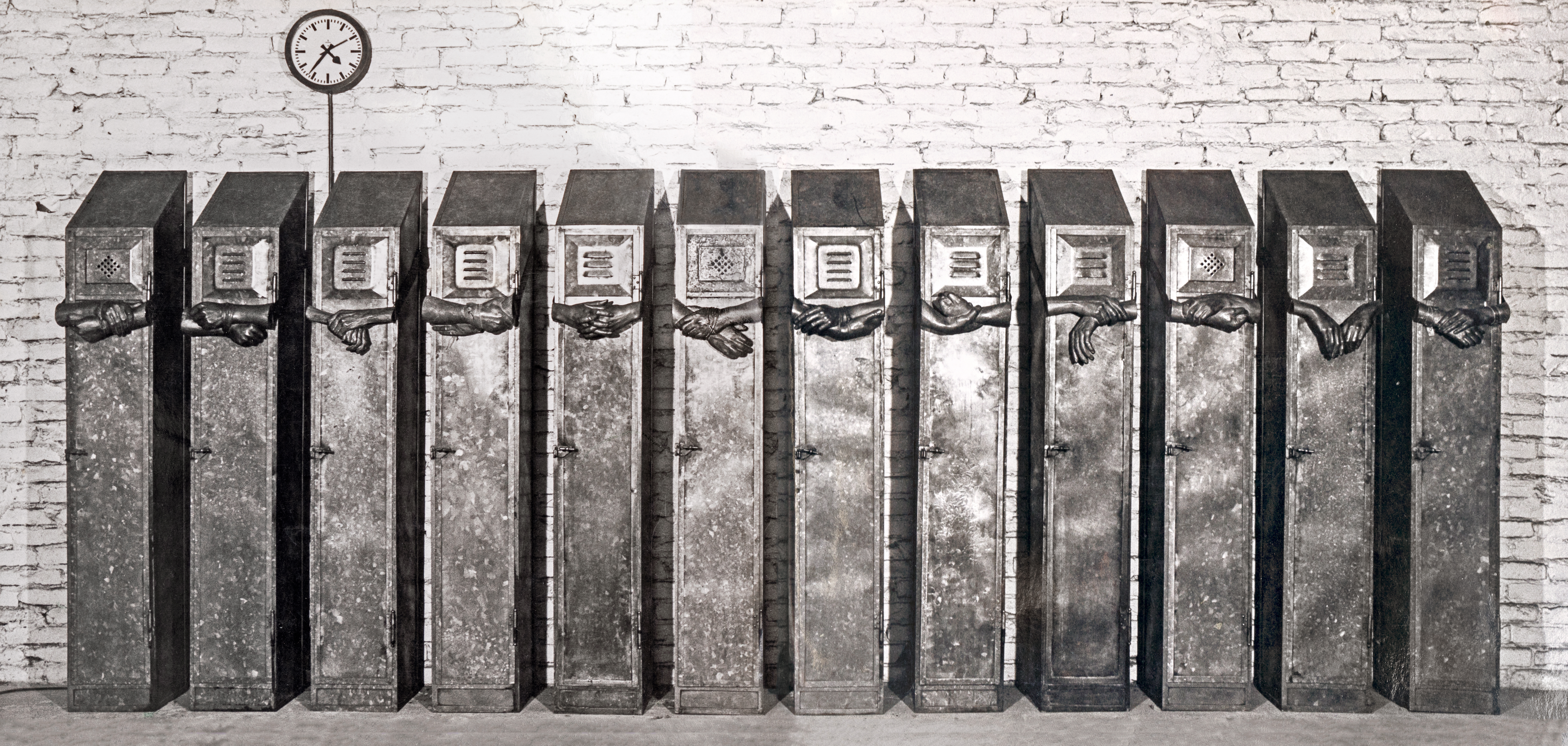
Der Rest – Hommage à Orwell von Paul Pfarr, 1975–1977

Insbesondere für die Installationen Pfarrs ab den 1970er Jahren, ist das Arbeiten mit Fundstücken wesentlich. „Das Sichten und Sammeln von Spuren, das Ordnen, Archivieren und museale Präsentieren authentischer Fundstücke (aus Natur, Geschichte und Industrie), nicht künstlerischer Artefakte, steht im Vordergrund.“ Dabei ist das Sichtbarwerden der Zeit anhand der Spuren, die sie an den Fundstücken hinterlässt, ein kontinuierliches Thema dieser Arbeiten. Durch die Herausnahme der Fundstücke, seien es industrielle Massenprodukte, Werkzeuge oder Naturprodukte, aus ihrem ortsgebundenen Kontext, werden sie in ihrer Mannigfaltigkeit als Einzelnes erfahrbar gemacht. Dadurch erhalten die Objekte eine Bedeutungsdimension, die Walter Aue „[…] zwischen archäologischen Dokument und ästhetischem Indiz […]“ ansiedelt. Der Künstler fungiert dabei als „Organisator seiner Funde“, der zugleich diejenigen Verweisungen und Bedeutungen an ihnen freilegt und ersichtlich macht, die im alltäglichen Umgang mit ihnen im Verborgenen bleiben.
Für diese Arbeiten hebt Hermann Wiesler ihre Zugehörigkeit in ein Kunst-Kapitel hervor, „[…] das Marcel Duchamp eröffnete, Joseph Beuys noch und noch erweiterte.“
Sein künstlerisches Vorgehen beschrieb Pfarr selbst wie folgt: „Seit 1970 sind Fundstücke wesentlicher Bestandteil meiner Arbeit. Manchmal sind es Gegenstände aus meiner täglichen Umgebung. Sie zeigen noch Spuren ihrer Benutzung – sie wurden aussortiert und weggeworfen oder einfach vergessen. Oftmals steckt in diesen Objekten eine provozierende Kraft, die mich anregt, daran weiterzuarbeiten und mich in eine intensive Auseinandersetzung einzulassen. Dabei interessieren mich die Fundstücke nicht als Sammlerobjekte, sondern als Ausgangsmaterial, das ich durch meine Arbeit verändere: durch Reduzieren, Hinzufügen und Umformen in anderes Material schaffe ich einen neuen Zusammenhang. Der Dialog mit den Gegenständen bestimmt den Grad der Umsetzung und die einzelnen Arbeitsschritte.“

### Künstlerische Bezüge
Diese auf dem Sammeln materieller Relikte basierte Arbeitsweise findet ihre geistige Entsprechung auch in der Auseinandersetzung mit anderen Künstlern und Autoren. Dabei bilden die aus diesen Beschäftigungen mit anderen künstlerischen Positionen hervorgegangenen Arbeiten keine homogene oder zeitlich abzugrenzende Werkgruppe. Sie durchziehen vielmehr Pfarrs gesamtes Schaffen und können als Wegmarken methodologischen Fortschreitens gelesen werden, die durch eine auffallende Anzahl von Widmungen Eingang in dessen Werk finden (Auswahl):
- Aquarelle „Hommage à Paul Klee“, 1960–1966[9]
- „Hommage à Brâncuși“, 1975–1976[10]
- „Der Rest – Hommage à Orwell“, 1975–1977. Im Besitz des Skulpturenmuseums Marl[11]
- „Hölderlin–Räume“, 1985[12][13]
- „Widmung für Beuys“, 1986. Im Besitz des Museums Schloss Moyland[14]
- „Für Warhol (3x5)“, 1989[15]
- „Ein Zeichen sind wir, deutungslos“, 1991. Widmung für Friedrich Hölderlin. Im Besitz des Skulpturenmuseums Marl[16]
- „Die Nacht aus Blei“, 1994–1995. Widmung für Hans Henny Jahnn
- „Widmung 1–4“, 1998. Widmung für Roger Caillois[17]
- „Für F.N.“, 2000. Widmung für Friedrich Nietzsche[18]
- „DADA-Block (für Marcel Duchamp)“, 2006–2009[19]

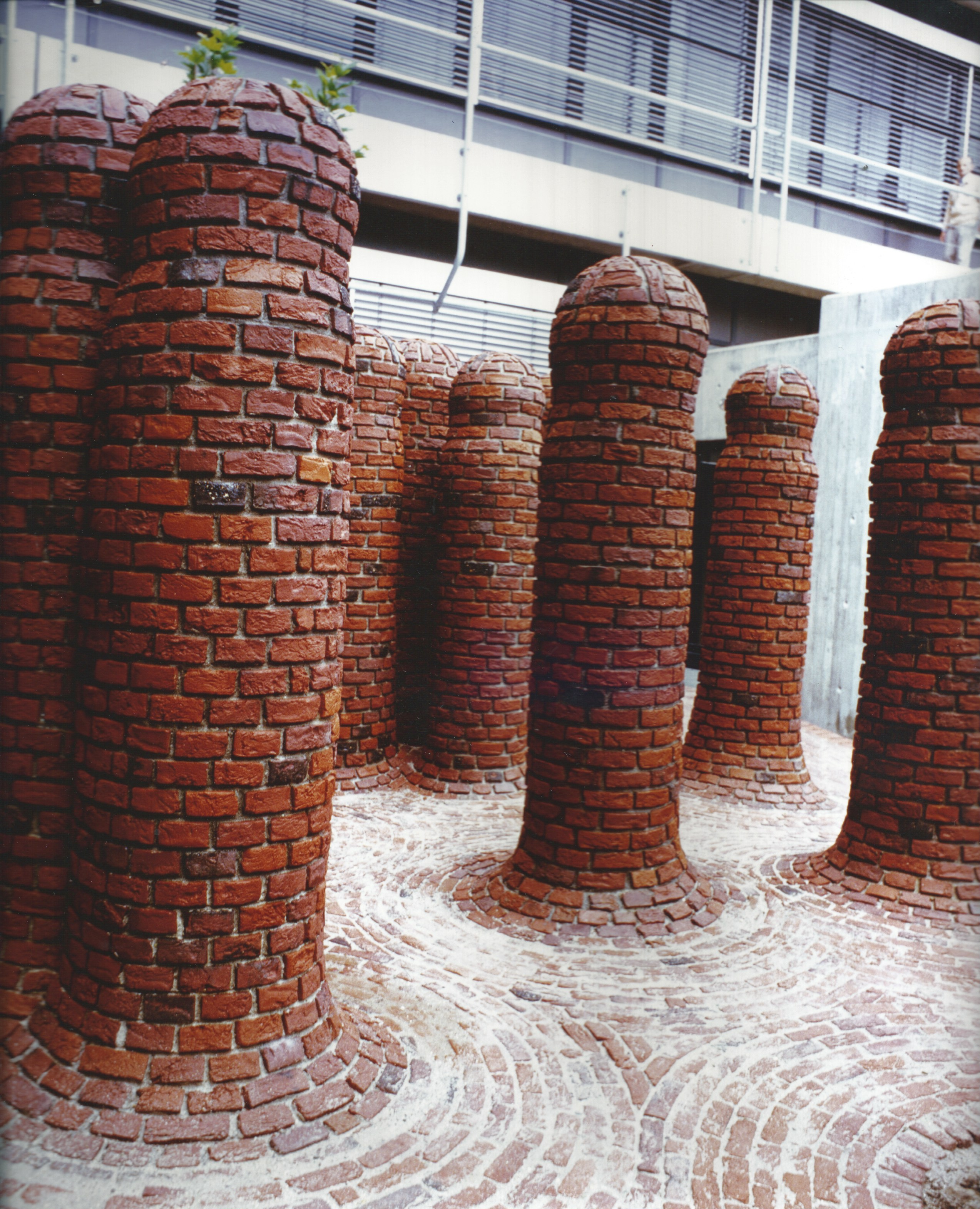
Innenhofgestaltung Ingenieurwissenschaftliches Zentrum Uni Stuttgart von Paul Pfarr

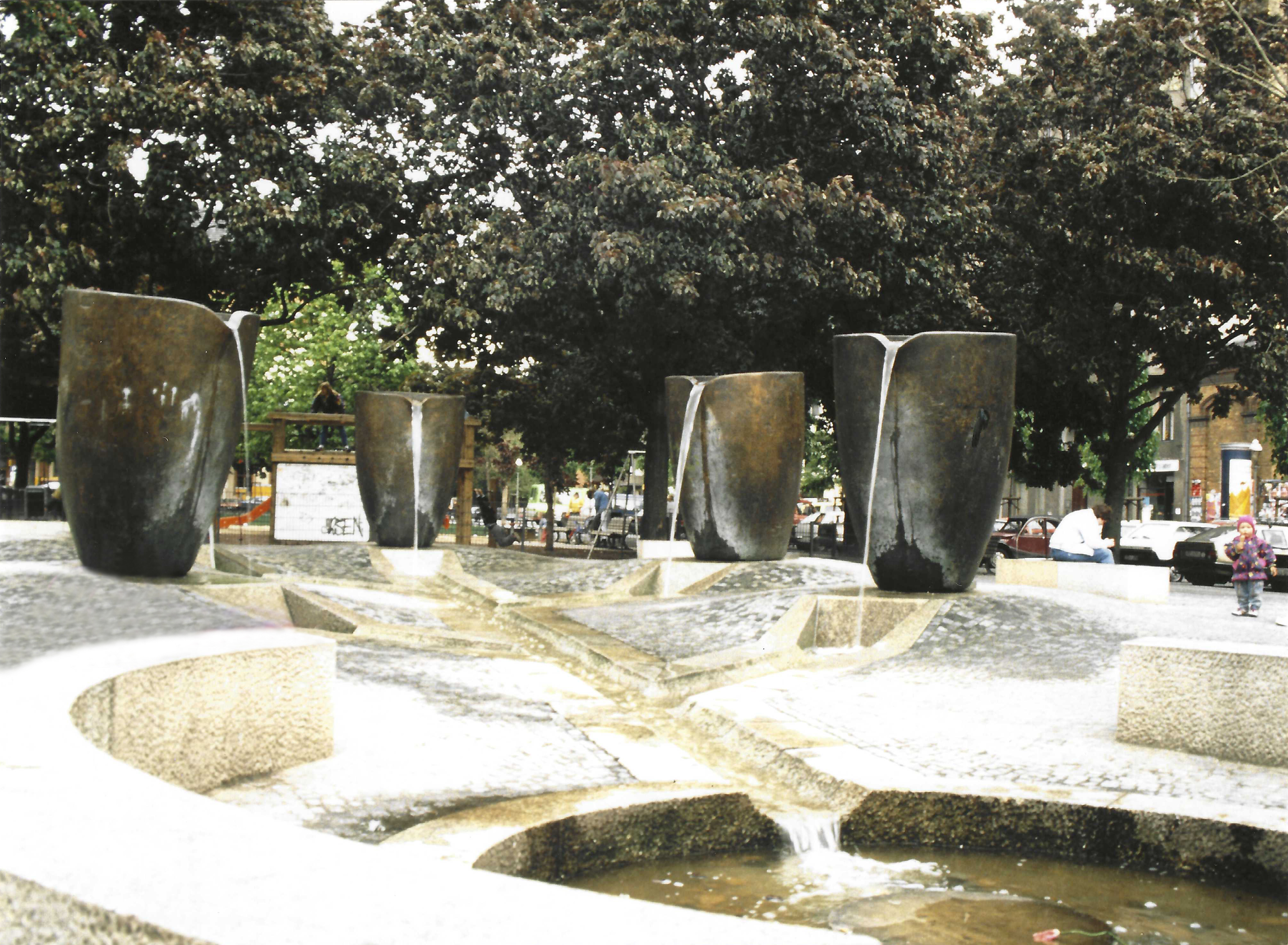
Brunnen „5 Bronzetiegel“ am Marheinekeplatz, Berlin Friedrichshain-Kreuzberg, 1989–1990

### Werke im öffentlichen Raum (Auswahl)
Besonders innerhalb Berlins ist Pfarr durch Skulpturen, Platz- und Brunnengestaltungen im öffentlichen Raum präsent:
- 1968 „Wellenobjekt“, Märkisches Viertel, Berlin-Reinickendorf (1982 abgerissen)
- 1975–1976 „Linksrechts“, Einsteinufer in Berlin-Charlottenburg
- 1978 Gestaltung zweier Innenhöfe und einer Wand des Ingenieurwissenschaftlichen Zentrums der Universität Stuttgart
- 1983 „Brunnen mit Metallplastik“, Brunnenstraße 75, Berlin-Wedding.
- 1984 „Prototyp“, vor der Haupthalle des Flughafens Tegel
- 1985 „Windharfen“, Bundesgartenschau Berlin (BUGA), Britzer Garten, Berlin-Neukölln
- 1985 „Brunnenpavillion“, zwischen Brunnen- und Putbusser Straße, Berlin-Wedding
- 1989–1990 Wasserobjekt „Fünf Bronzetiegel“, Marheinekeplatz, Berlin-Kreuzberg
- 1993 „Energiefeld“, Campus Griebnitzsee inmitten der Studentenhäuser, Universität Potsdam[20]

### Einzelausstellungen (Auswahl)
- 1967, Innerhalb der Großen Berliner Kunstausstellung, Berlin
- 1968, Galerie Siegmundshof, Berlin
- 1972, Galerie Paramedia, Berlin
- 1974, Maerz-Galerie, Linz
- 1981, Kunstverein Emmerich, Emmerich
- 1985, Galerie Kaiser, Freiburg
- 1988, „Hölderlin-Räume“, Karl Hofer Gesellschaft am S-Bahnhof Berlin-Westend und Hölderlin-Gesellschaft, Tübingen
- 1989, „16 Zelte“, S-Bahnhof Berlin-Schöneberg und Haus am Kleistpark, Berlin
- 1990, „Eingewachsene Zeit“, Installation in der Humboldt-Universität Berlin, Berlin
- 1992, „Vier Räume“, Galerie Klaus Braun, Stuttgart
- 1993, „Hölderlin-Räume“ im Kammermusiksaal innerhalb des Hölderlin-Zyklus der Berliner Philharmoniker unter Leitung von Claudio Abbado
- 1994, „Orte. Gegenstände“, Kleine Orangerie im Schloss Charlottenburg, Berlin
- 1998, „Die Nähe der Dinge“, Haus am Waldsee, Berlin
- 2004, „Russisch Rot“, Willy-Brandt-Haus, Berlin